# Liste der Nummer-eins-Hits in Irland (1963)
Dies ist eine Liste der Nummer-eins-Hits in Irland im Jahr 1963. Sie basiert auf den offiziellen Singlecharts in Irland, die im Auftrag der Irish Recorded Music Association (IRMA) erstellt werden. Es gab in diesem Jahr 21 Nummer-eins-Singles.

## Singles
| ← 1962 ← | Liste der Nummer-eins-Hits in Irland | Liste der Nummer-eins-Hits in Irland | Liste der Nummer-eins-Hits in Irland                                                   | 1964 →                    |
| \| Zeitraum \| Wo. ges. \| Interpret \| Titel Autor(en) \| Zusätzliche Informationen \| \| (Zeitraum, Wochen auf Platz eins, Interpret, Titel, Autor[en], zusätzliche Informationen) \| \| \| \| \| \| ----------------------------------------------------------------------------------------- \| -------- \| ----------------------------- \| -------------------------------------------------------------------------------------- \| ------------------------- \| \| 14. Dezember 1962 – 10. Januar 1963 4 Wochen \| 4 \| Elvis Presley \| Return to Sender Otis Blackwell, Winfield Scott \| – \| \| 11. Januar 1963 – 7. Februar 1963 4 Wochen \| 4 \| Cliff Richard and the Shadows \| The Next Time / Bachelor Boy Buddy Kaye, Philip Springer / Bruce Welch, Cliff Richard \| – \| \| 8. Februar 1963 – 21. Februar 1963 2 Wochen \| 2 \| The Shadows \| Dance On! Val Murtagh, Elaine Murtagh, Raymond Adams \| – \| \| 22. Februar 1963 – 28. Februar 1963 1 Woche \| 1 \| Jet Harris & Tony Meehan \| Diamonds Jerry Lordan \| – \| \| 1. März 1963 – 7. März 1963 1 Woche \| 1 \| Del Shannon \| Little Town Flirt Del Shannon, Maron McKenzie \| – \| \| 8. März 1963 – 9. Mai 1963 9 Wochen \| 9 \| Ned Miller \| From a Jack to a King Ned Miller \| – \| \| 10. Mai 1963 – 16. Mai 1963 1 Woche \| 1 \| The Cascades \| Rhythm of the Rain John C. Gummoe \| – \| \| 17. Mai 1963 – 23. Mai 1963 1 Woche \| 1 \| The Beatles \| From Me to You John Winston Lennon, Paul James McCartney \| – \| \| 24. Mai 1963 – 6. Juni 1963 2 Wochen \| 2 \| Roy Orbison \| In Dreams Roy K. Orbison \| – \| \| 7. Juni 1963 – 13. Juni 1963 1 Woche \| 1 \| Cliff Richard and the Shadows \| Lucky Lips Jerry Leiber, Mike Stoller \| – \| \| 14. Juni 1963 – 4. Juli 1963 3 Wochen \| 3 \| Jim Reeves \| Welcome to My World Ray Winkler, Johnny Hathcock \| – \| \| 5. Juli 1963 – 1. August 1963 4 Wochen \| 4 \| Gerry & the Pacemakers \| I Like It Mitch Murray \| – \| \| 2. August 1963 – 8. August 1963 1 Woche \| 1 \| Frank Ifield \| Confessin’ (That I Love You) Musik: Doc Dougherty, Ellis Reynolds; Text: Al J. Neiburg \| – \| \| 9. August 1963 – 29. August 1963 3 Wochen \| 3 \| Elvis Presley \| (You’re The) Devil in Disguise Bill Giant, Bernie Baum, Florence Kaye \| – \| \| 30. August 1963 – 5. September 1963 1 Woche \| 1 \| The Searchers \| Sweets for My Sweet Doc Pomus, Mort Shuman \| – \| \| 6. September 1963 – 24. Oktober 1963 7 Wochen \| 7 \| Brendan Bowyer \| Kiss Me Quick Doc Pomus, Mort Shuman \| – \| \| 25. Oktober 1963 – 31. Oktober 1963 1 Woche \| 1 \| Brian Poole and the Tremeloes \| Do You Love Me? Berry Gordy Jr. \| – \| \| 1. November 1963 – 7. November 1963 1 Woche \| 1 \| Roy Orbison \| Blue Bayou Roy K. Orbison, Joe Melson \| – \| \| 8. November 1963 – 19. Dezember 1963 6 Wochen \| 6 \| Gerry & the Pacemakers \| You’ll Never Walk Alone Musik: Richard Rodgers; Text: Oscar Hammerstein II \| – \| \| 20. Dezember 1963 – 26. Dezember 1963 1 Woche \| 1 \| Cliff Richard and the Shadows \| Don’t Talk to Him Cliff Richard, Bruce Welch \| – \| \| 27. Dezember 1963 – 2. Januar 1964 1 Woche \| 1 \| Brendan Bowyer \| No More Donald Robertson, Hal Blair \| – \| |                                      |                                      |                                                                                        |                           |
| ← 1962 |                                      |                                      |                                                                                        | → 1964 →                  |
| Zeitraum | Wo. ges.                             | Interpret                            | Titel Autor(en)                                                                        | Zusätzliche Informationen |
| (Zeitraum, Wochen auf Platz eins, Interpret, Titel, Autor[en], zusätzliche Informationen) |                                      |                                      |                                                                                        |                           |
| 14. Dezember 1962 – 10. Januar 1963 4 Wochen | 4                                    | Elvis Presley                        | Return to Sender Otis Blackwell, Winfield Scott                                        | –                         |
| 11. Januar 1963 – 7. Februar 1963 4 Wochen | 4                                    | Cliff Richard and the Shadows        | The Next Time / Bachelor Boy Buddy Kaye, Philip Springer / Bruce Welch, Cliff Richard  | –                         |
| 8. Februar 1963 – 21. Februar 1963 2 Wochen | 2                                    | The Shadows                          | Dance On! Val Murtagh, Elaine Murtagh, Raymond Adams                                   | –                         |
| 22. Februar 1963 – 28. Februar 1963 1 Woche | 1                                    | Jet Harris & Tony Meehan             | Diamonds Jerry Lordan                                                                  | –                         |
| 1. März 1963 – 7. März 1963 1 Woche | 1                                    | Del Shannon                          | Little Town Flirt Del Shannon, Maron McKenzie                                          | –                         |
| 8. März 1963 – 9. Mai 1963 9 Wochen | 9                                    | Ned Miller                           | From a Jack to a King Ned Miller                                                       | –                         |
| 10. Mai 1963 – 16. Mai 1963 1 Woche | 1                                    | The Cascades                         | Rhythm of the Rain John C. Gummoe                                                      | –                         |
| 17. Mai 1963 – 23. Mai 1963 1 Woche | 1                                    | The Beatles                          | From Me to You John Winston Lennon, Paul James McCartney                               | –                         |
| 24. Mai 1963 – 6. Juni 1963 2 Wochen | 2                                    | Roy Orbison                          | In Dreams Roy K. Orbison                                                               | –                         |
| 7. Juni 1963 – 13. Juni 1963 1 Woche | 1                                    | Cliff Richard and the Shadows        | Lucky Lips Jerry Leiber, Mike Stoller                                                  | –                         |
| 14. Juni 1963 – 4. Juli 1963 3 Wochen | 3                                    | Jim Reeves                           | Welcome to My World Ray Winkler, Johnny Hathcock                                       | –                         |
| 5. Juli 1963 – 1. August 1963 4 Wochen | 4                                    | Gerry & the Pacemakers               | I Like It Mitch Murray                                                                 | –                         |
| 2. August 1963 – 8. August 1963 1 Woche | 1                                    | Frank Ifield                         | Confessin’ (That I Love You) Musik: Doc Dougherty, Ellis Reynolds; Text: Al J. Neiburg | –                         |
| 9. August 1963 – 29. August 1963 3 Wochen | 3                                    | Elvis Presley                        | (You’re The) Devil in Disguise Bill Giant, Bernie Baum, Florence Kaye                  | –                         |
| 30. August 1963 – 5. September 1963 1 Woche | 1                                    | The Searchers                        | Sweets for My Sweet Doc Pomus, Mort Shuman                                             | –                         |
| 6. September 1963 – 24. Oktober 1963 7 Wochen | 7                                    | Brendan Bowyer                       | Kiss Me Quick Doc Pomus, Mort Shuman                                                   | –                         |
| 25. Oktober 1963 – 31. Oktober 1963 1 Woche | 1                                    | Brian Poole and the Tremeloes        | Do You Love Me? Berry Gordy Jr.                                                        | –                         |
| 1. November 1963 – 7. November 1963 1 Woche | 1                                    | Roy Orbison                          | Blue Bayou Roy K. Orbison, Joe Melson                                                  | –                         |
| 8. November 1963 – 19. Dezember 1963 6 Wochen | 6                                    | Gerry & the Pacemakers               | You’ll Never Walk Alone Musik: Richard Rodgers; Text: Oscar Hammerstein II             | –                         |
| 20. Dezember 1963 – 26. Dezember 1963 1 Woche | 1                                    | Cliff Richard and the Shadows        | Don’t Talk to Him Cliff Richard, Bruce Welch                                           | –                         |
| 27. Dezember 1963 – 2. Januar 1964 1 Woche | 1                                    | Brendan Bowyer                       | No More Donald Robertson, Hal Blair                                                    | –                         |